# 志和トンネル
志和トンネル（しわトンネル）は、広島県東広島市と広島市安佐北区を結ぶ山陽自動車道にあるトンネル。

## 概要
- 上り線（福山・岡山方面）長さ：2,213 m
- 下り線（岩国・北九州方面）長さ：2,110 m

※トンネル距離数はトンネル入口手前に設置された標識の記載によるもの。

## 歴史
- 1987年3月24日：志和IC - 広島東IC間開通と共に供用開始。

## 追記事項
- 上下線共にトンネル内部は車線変更禁止に指定されていたが、車線変更が出来るようなった。
- トンネル内部はカーブがきついため（上り線は右カーブ、下り線は左カーブ）、特に下り線では見通しが非常に悪く事故が多発している。過去にはトンネル入口付近や内部での追突・炎上事故も発生した。したがって、走行の際には十分な注意を払う必要がある。（東側から西側にかけて下り勾配。そのため下り線では速度が上がりやすい）
- この区間の付近では、現在西条IC - 志和ICの下り線に、オービス（LHシステム）が設置されているが、オービスが設置される以前は、このトンネルの入口付近でねずみ捕りがよく行われていた。但し、移動オービスなどの出現情報は現在も依然として聞かれているようであるので、走行の際はこの点にも注意されたい。

## 周辺施設
- 奥屋PA